# 瓦尔默罗德
瓦尔默罗德（德語：Wallmerod，發音：[ˈvalməʁoːt]）是德国莱茵兰-普法尔茨州韦斯特林山县的市镇，面积2.65平方千米，2023年12月31日人口为1,511人。